# HD 151087
HD 151087，又名BD+34 2830，SAO 65512、HR 6222，是一颗恒星，视星等为5.99，位于銀經55.92，銀緯40.16，其B1900.0坐标为赤經16h 40m 10.2s，赤緯+34° 40.16′ 23″。